# Prostitutie in Eindhoven
Dit artikel gaat over prostitutie in de Nederlandse stad Eindhoven.

## Tippelprostitutie
Wegens overlast van straatprostitutie in een woonwijk stelt de gemeente in 2003 een tippelzone met voorzieningen in, nabij een industrieterrein. Eind 2008 formuleert het college van B en W van Eindhoven als nieuwe doelstelling het beëindigen van straatprostitutie.

### Overlast leidt tot tippelzone
In 2003 had de wijk Woensel-West overlast van straatprostitutie. Er werd door de gemeente een tippelzone geopend aan de Achtseweg Zuid, nabij station Beukenlaan, tussen spoor en industrieterrein, met voorzieningen zoals een ‘huiskamer’ met douchegelegenheid en koffie en condooms en schone naalden voor de prostituees, en controles door een arts. Zevenentwintig aan harddrugs verslaafde prostituees kregen een pasje waarmee ze op de zone mogen werken, en zodoende werkten hier veel heroïneprostituees.

### Nieuw beleid: beëindiging straatprostitutie
In een evaluatie blijkt dat de tippelzone aan vrijwel alle destijds gestelde doelen beantwoordt. Er werkten eind 2008 37 geregistreerde vrouwen op de tippelzone.
Eind 2008 is het college van B en W echter van opvatting, dat de tippelzone bijdraagt aan het in stand houden van afhankelijkheidsrelaties, die de basis zouden vormen voor straatprostitutie. Ook stelt het gemeentebestuur in plaats van de doelstelling van destijds voor instellen van de tippelzone (verminderen van overlast) nu een andere doelstelling voorop: “de dames [tippelprostituees] een menswaardig bestaan bieden”. Daarmee bedoelt het gemeentebestuur: ‘alle verslaafde prostituees moeten onafhankelijk worden van drugsdealers en pooiers’. In samenhang met deze opvatting en deze nieuwe doelstelling heeft het college van B en W de ambitie om in 2010 de tippelzone te sluiten. De tippelzone is in 2011 gesloten.

## Raamprostitutie
De Edisonstraat in de wijk Woensel West had enkele ramen voor raamprostitutie. Het is niet echt een prostitutiegebied, de omvang is te gering. Begin februari 2005 werd het Baekelandplein opgericht, een prostitutieplein in Woensel, zo’n twee kilometer uit het centrum van Eindhoven. In 2006 was het nog rustig op het Baekelandplein. Volgens de exploitanten blijven de klanten weg omdat ze in de open setting te zichtbaar zijn.
Amsterdam (De Wallen) · 
Achterdam (Alkmaar) · 
Bokkingshang (Deventer) · 
Eindhoven · 
Groningen · 
Den Haag · 
Haarlem · 
Leeuwarden · 
Nijmegen · 
Utrecht · 
tot 2006: Spijkerkwartier (Arnhem)